# Modern Jazz Quartet
Modern Jazz Quartet američki je jazz sastav osnovan 1952. godine. Bio je jedan je od najosebujnijih, najutjecajnijih i najdugovječnijih jazz sastava, a originalnu postavu činili su Milt Jackson (vibrafon), John Lewis (glasovir, vođa sastava), Percy Heath (bas-gitara) i Kenny Clarke (bubnjevi), kojeg je 1955. godine zamijenio Connie Kay. Kvartet je izvodio nekoliko jazz stilova uključujući i bebop, cool jazz i third stream.

## Povijest sastava
Milt Jackson, John Lewis i bubnjr Kenny Clarke bili su pioniri bop glazbe koji su 1946. godine zajedno svirali u Big Bandu Dizzya Gillespiea. Zajedno s Rayom Brownom 1951. godine nastupaju kao kvartet pod nazivom Milt Jackson Quartet. Basist Percy Heath 1952. godine dolazi na Brownovo mjesto i tada počinju djelovati pod nazivom Modern Jazz Quartet. Ubrzo Lewis preuzima ulogu vođe sastava koju je do tada dijelio zajedno s Jacksonom.
Lewis je u kvartetu ostvario svoje glazbene vizije te je zaslužan za približavanje ili spajanje jazza s klasičnom glazbom. Sastav je stvorio brojne bop i swing skladbe od kojih su najpoznatije Lewisova "Django" (posvećena slavnom belgijskom gypsy swing gitaristu Djangu Reinhardtu) i Jacksonova "Bags' Groove".
Objavljuju za nekoliko diskografskih kuća a neke od njih su Prestige (1952. – 1955.), Atlantic Records (1956. – 1974.), Verve (1957.), United Artists (1959.) i Apple (1967. – 1969.). Također su u kvartetu ugostili brojne poznate izvođače kao što su Jimmy Giuffre, Sonny Rollins, the Beaux Arts String Quartet, simfonijski orkestar Gunthera Schullera, američku pjevačicu Diahannu Carroll (u jednom djelu), brazilskog gitaristu Laurindoa Almeidea i Big Band Swinglea Singersa.
Modern Jazz Quartet imao je osim na na glazbenike širom svijeta veliki utjecaj i na jazz izvođače u Hrvatskoj, a posebno na članove Zagrebačkog jazz kvartetaa koji su često znali govoriti u njihovoj pomoć u kreiranju vlastitog jezika zasnovanog na tradiciji glazbe ovih područja. John Lewis ožanio je zagrepčanku Mirjanu te joj posvetio jedna istoimeni album.
Kvartet je 1974. godine prestao djelovati radi odlaska Milta Jacksona koji je bio umoran od brojnih turneja i koncerata. Iako su njegovi članovi imali puno prilika da ostvare samostalne karijere do ponovnog okupljanja sastava nisu imali značajnih doprinosa. Modern Jazz Quartet nanovo se okupio 1981. godine te nastupa po raznim festivalima jazz glazbe. Posljednji album Celebration objavili su 1993. godine. Percy Heath bio je posljednji živi član sastava, a preminuo je 2005. godine.

## Diskografija
- 1952. - The Quartet (Savoy Records - Nippon Columbia)
- 1952. - M.J.Q. (Prestige Records)
- 1953. - An Exceptional Encounter
- 1953. - Django
- 1955. - Concorde
- 1956. - Fontessa
- 1957. - No Sun in Venice
- 1957. - Modern Jazz Quartet: 1957
- 1957. - Third Stream Music
- 1958. - The Modern Jazz Quartet Live"
- 1959. - Odds Against Tomorrow
- 1959. - Longing For The Continent
- 1959. - Pyramid
- 1960. - European Concert
- 1960. - Modern Jazz Quartet in Concert, snimljen u Ljubljani, Slovenija 27. svibnja 1960.
- 1960. - Modern Jazz Quartet live and at its best
- 1961. - Compact Jazz
- 1961. - The Modern Jazz Quartet & Orchestra
- 1962. - Lonely Woman
- 1962. - The Comedy
- 1963. - In a Crowd [Live]
- 1964. - Collaboration with Almeida
- 1964. - The Sheriff, (Atlantic Records)
- 1966. - Place Vendôme The Modern Jazz Quartet and The Swingle Singers (Philips Records)
- 1966. - Blues At Carnegie Hall
- 1966. - Plays George Gershwin's Porgy and Bess
- 1969. - Under The Jasmin Tree (Apple Records)
- 1969. - Space (Apple Records)
- 1971. - Plastic Dreams
- 1971. - Paul Desmond with the Modern Jazz Quartet, Live in New York
- 1972. - The Legendary Profile (Atlantic Records)[3]
- 1973. - The Art of The Modern Jazz Quartet/The Atlantic Years, antologija 2-LP-a (Atlantic Records)
- 1974. - Blues on Bach
- 1974. - The Complete Last Concert
- 1981. - Reunion at Budokan
- 1982. - Together Again! Modern Jazz Quartet Live At The Montreux Jazz Festival 1982 (Pablo Records)
- 1984. - Echoes
- 1987. - Three Windows - The Modern Jazz Quartet with The New York Chamber Symphony (Atlantic Jazz)
- 1988. - For Ellington (EastWest)
- 1988. - The Modern Jazz Quartet at Music Inn - Volume 2 - Guest Artist: Sonny Rollins (Atlantic Jazz)
- 1988. - The Best of The Modern Jazz Quartet
- 1994. - MJQ & Friends - A 40th Anniversary Celebration (Atlantic Jazz)
- 1995. - Dedicated to Connie, snimljeno uživo 1960. godine u Sloveniji
- 2001. - A Night at the Opera (Jazz Door)
- 2006. - La Ronde: A Proper Introduction to the Modern Jazz Quartet

## Filmografija
- 2005. - The Modern Jazz Quartet: 35th Anniversary Tour
- 2007. - 40 Years of MJQ
- 2008. - Django

## Vanjske poveznice
- Intervju s Percyjem Heathom iz 2003. godine  Arhivirana inačica izvorne stranice od 7. listopada 2010. (Wayback Machine)
- Diskografija kvarteta  Arhivirana inačica izvorne stranice od 17. siječnja 2016. (Wayback Machine)